# Took Her to the O
„Took Her to the O” este o melodie a rapperului american King Von, lansată pe 21 februarie 2020 ca al treilea single din mixtape-ul său Levon James (2020). Piesa a fost produsă de Chopsquad DJ și este una dintre cele mai populare melodii ale lui Von. După moartea sa, pe 6 noiembrie 2020, a devenit cea mai înaltă melodie a sa până în prezent, ajungând pe locul 47 pe Billboard Hot 100.

## Compozitie
Cântecul îl găsește pe King Von care cântă cu o energie agresivă peste un „sinistru instrumental de drill de pian”. El detaliază o relatare despre faptul că a sedus o fată și a dus-o la blocul 6400 din South King Drive, alias „O'Block”. În acest timp, Von este confruntat cu un alt bărbat, iar situația devine violentă.

## Videoclip muzical
Videoclipul a fost lansat alături de single. În ea, King Von povestește povestea unui terapeut prin cantarea piesei, cu scene intercalate din narațiune.

## Clasificari
| Clasificar (2020)                    | Cea mai inalta pozitie |
| ------------------------------------ | ---------------------- |
| Canada (Canadian Hot 100)            | 56                     |
| New Zealand Hot Singles (RMNZ)       | 18                     |
| US Billboard Hot 100                 | 47                     |
| US Hot R&B/Hip-Hop Songs (Billboard) | 14                     |
| US Hot Rap Songs (Billboard)         | 13                     |

## Certificari
| regiune              | Certificatie          | Unitati/Vanzari certificate |
| -------------------- | --------------------- | --------------------------- |
| United States (RIAA) | 3 x Platină(Platinum) | 3,000,000                   |
| United Kingdom (BPI) | Argint(Silver)        | 200,000                     |